# Castel di Sangro
Castel di Sangro är en kommun i provinsen L'Aquila, i regionen Abruzzo i Italien. Kommunen har 6 564 invånare (2022) och gränsar till kommunerna Montenero Val Cocchiara, Rionero Sannitico, Rivisondoli, Roccaraso, San Pietro Avellana, Scontrone samt Vastogirardi.
Castel di Sangro ligger strategiskt som en ingång till regionen Abruzzo, vilket innebär att det har varit en viktig genomfartsort. Under antiken låg caracenernas stad Aufidena här.
Castel di Sangro har ett fotbollslag som under en kort period, under slutet av 1990-talet, var framgångsrikt. Den amerikanska författaren Joe McGinniss skrev boken The Miracle of Castel di Sangro om lagets första säsong i serie B.